# Свети Николай (Галатища)
„Свети Николай“ (на гръцки: Ἱερός Ναός Ἁγίου Νικολάου Γαλατίστης) е православна църква в паланката Галатища, Халкидики, Гърция, част от Йерисовската, Светогорска и Ардамерска епархия. Църквата е построена в 1842 година, като при строежа са употребени антични архитектурни елементи. Има ценни икони и стенописи в проскомидията, датиращи от XIX век. Храмът притежава икони от майстори от Галатищката художествена школа. Иконата на Свети Йоан Предтеча (1831, „διά χειρός Βενιαμίν μοναχού του εκ Γαλατίστης“) е дело на Вениамин Галатищки. Стенописът Христос Страстотерпец от 1904 година е дело на Темистоклис Астериу от Галатища. Иконите „Христос Вседържител“ (1843), „Света Богородица Одигитрия“, „Свети Николай“ (1849), „Свети Димитър и Свети Георги“ (1849), „Архангелски събор“ (1852) и „Свети Атанасий и Свети Харалампий“ (1862), подписани „διά χειρός Ιωάννου παπα Θαλασσίου αναγνώστου“, са на Йоанис Папаталасиу.